# Науковий контроль
Науковий контроль — це експеримент або спостереження, призначені для мінімізації ефектів змінних, відмінних від незалежної змінної. Це підвищує надійність результатів, часто шляхом порівняння між контрольними вимірами та іншими вимірами. Науковий контроль є частиною наукового методу.

## Керовані експерименти
Заходи керування експериментами усувають альтернативні пояснення експериментальних результатів, особливо помилок експерименту та упередженості експериментаторів. Багато заходів характерні для типу експерименту, що проводиться, як у молекулярних маркерах, що використовуються в експериментах SDS-PAGE, і можуть просто мати на меті забезпечити належну роботу обладнання. Вибір та використання належних засобів контролю для забезпечення достовірності експериментальних результатів (наприклад, відсутність змішувальних змінних) може бути дуже складним. Контрольні вимірювання також можуть бути використані для інших цілей: наприклад, вимірювання фонового шуму мікрофона за відсутності сигналу дозволяє відняти шум від подальших вимірювань сигналу, отримуючи таким чином оброблений сигнал більш високої якості.
Наприклад, якщо дослідник дає експериментальний штучний підсолоджувач шістдесяти лабораторним пацюкам і зауважує, що десять із них згодом хворіють, основною причиною може бути сам підсолоджувач або щось, що не пов'язане з цим. Інші змінні, які можуть бути не очевидними, можуть заважати плануванню експерименту. Наприклад, штучний підсолоджувач може бути змішаний з розчинником, і це може бути розчинником, який спричиняє ефект. Для контролю ефекту розчинника один і той же тест проводять двічі; один раз із штучним підсолоджувачем у розчиннику, а інший — точно так само, але використовуючи лише розчинник. Тепер експеримент контролюється щодо розчинника, і експериментатор може розрізнити підсолоджувач, розчинник та відсутність впливу. Найчастіше необхідні засоби контролю, коли незрозумілий фактор неможливо легко відокремити від основних методів впливу. Наприклад, може знадобитися використовувати трактор для розкидання добрив там, де немає іншого практичного способу розкидання добрив. Найпростішим рішенням є проведення обробки, коли трактор ведеться по ділянках без розкидання добрив, і таким чином контролюється вплив руху.
Найпростіші типи контролю — це негативний та позитивний контроль, і обидва вони зустрічаються в багатьох різних типах експериментів. Цих двох заходів, коли вони обидва успішні, зазвичай достатньо для усунення більшості потенційно змішувальних змінних: це означає, що експеримент дає негативний результат, коли очікується негативний результат, і позитивний результат, коли очікується позитивний результат.

### Негативний
Там, де можливі лише два результати, напр. позитивний чи негативний, якщо група із впливом та негативний контроль дають негативний результат, можна зробити висновок, що вплив не мав ефекту. Якщо група із впливом та негативний контроль дають позитивний результат, можна зробити висновок, що змішуюча змінна бере участь у досліджуваному явищі, і позитивні результати зумовлені не лише лікуванням.
У інших прикладах результати можуть вимірюватися довжина, час, відсоток тощо. У прикладі випробування ліків ми можемо виміряти відсоток вилікуваних пацієнтів. У цьому випадку передбачається, що лікування не має ефекту, коли група із впливом (лікуванням) та негативний контроль дають однакові результати. Очікується деяке поліпшення в групі плацебо завдяки ефекту плацебо, і цей результат встановлює базову лінію, яку слід покращити при лікуванні. Навіть якщо група із впливом отримує покращення, її потрібно порівняти з групою плацебо. Якщо групи демонструють однаковий ефект, то лікування не відповідальне за покращення (оскільки однакова кількість пацієнтів була вилікувана за відсутності лікування). Лікування ефективне лише у тому випадку, якщо група із впливом (лікуванням) отримує більше покращення, ніж група плацебо.

### Позитивний
Позитивні контролі часто використовуються для оцінки валідності тесту. Наприклад, щоб оцінити здатність нового тесту виявляти захворювання (його чутливість), тоді ми можемо порівняти його з іншим тестом, який вже відомий і працює. Встановлений тест — це позитивний контроль, оскільки ми вже знаємо, що відповідь на запитання (чи працює тест) — так.
Подібним чином, у ферментному аналізі для вимірювання кількості ферменту в наборі екстрактів позитивним контролем буде аналіз, що містить відому кількість очищеного ферменту (тоді як негативний контроль не міститиме ферменту). Позитивний контроль повинен давати велику кількість ферментної активності, тоді як негативний контроль повинен давати дуже низьку або відсутність активності.
Якщо позитивний контроль не дає очікуваного результату, може бути щось не так з експериментальною процедурою, і експеримент повторюється. Для складних експериментів результат позитивного контролю також може допомогти порівняно з попередніми експериментальними результатами. Наприклад, якщо було встановлено, що добре встановлений тест на хворобу має таку ж ефективність, як і попередні експериментатори, це вказує на те, що експеримент проводиться так само, як і попередні експериментатори.
Коли це можливо, можна використовувати декілька позитивних контролів — якщо існує більше одного тесту на захворювання, який, як відомо, є ефективним, можна перевірити більше одного. Кілька позитивних контролів також дозволяють проводити більш точне порівняння результатів (калібрування або стандартизація), якщо очікувані результати позитивного контролю мають різні розміри. Наприклад, в обговореному вище аналізі ферменту стандартна крива може бути отримана шляхом виготовлення багатьох різних зразків з різною кількістю ферменту.

### Рандомізація
При рандомізації групи, які отримують різні експериментальні методи лікування, визначаються випадковим чином. Хоча це не гарантує відсутність відмінностей між групами, воно гарантує рівномірний розподіл відмінностей, таким чином виправляючи систематичні помилки.
Наприклад, в експериментах, де здійснюється вплив на врожайність культури (наприклад через родючість ґрунту), експеримент можна контролювати, призначаючи обробки випадково вибраним земельним ділянкам. Це пом'якшує вплив змін складу ґрунту на врожайність.

### Сліпі експерименти
Засліплення — це практика приховування інформації, яка може призвести до упередженості експерименту. Наприклад, учасники можуть не знати, хто отримував активне лікування, а хто отримував плацебо. Якби ця інформація стала доступною для учасників дослідження, пацієнти могли б отримати більший ефект плацебо, дослідники могли впливати на експеримент, щоб задовольнити їхні очікування (ефект очікувань спостерігача), а оцінювачі бути предметом підтверджувального упередження. Засліпленню можуть підлягати будь-які учасники експерименту, включаючи піддослідних, дослідників, техніків, аналітиків даних та оцінювачів. У деяких випадках для досягнення засліплення може знадобитися удавана операція.
Під час експерименту учасник стає незасліпленим, якщо він виводить або іншим чином отримує інформацію, яка була замаскована для них. Порушення засліплення, яке відбувається до завершення дослідження, є джерелом експериментальної помилки, оскільки упередження, яке було усунуто засліпленням, знову вводиться. Порушення засліплення є поширеним явищем у сліпих експериментах, і воно повинно вимірюватися, і про нього треба повідомляти. Мета-дослідження виявило високий рівень порушення засліплення у фармакологічних дослідженнях. Зокрема, дослідження антидепресантів погано засліплені. Настанови щодо звітності рекомендують, щоб усі дослідження проводили оцінку та звітували про порушення засліплення. На практиці дуже мало досліджень оцінюють порушення засліплення.
Засліплення є важливим інструментом наукового методу і використовується в багатьох галузях досліджень. У деяких галузях, таких як доказова медицина, це вважається необхідним. У клінічних дослідженнях випробування, яке не є сліпим, називається відкритим клінічним випробуванням.